# Masutacu Ójama
Masutacu Ójama (23. července 1923 Kunsan – 26. dubna 1994 Tokio), původním jménem Hyung Yee, byl korejský karatista a zakladatel stylu Kjokušin karate. Většinu svého života prožil v Japonsku.

## Život
V dětství žil na statku svého otce u sestry v Mandžusku. Od devíti let se začal věnovat bojovému umění pod vedením zaměstnance svého otce. V roce 1938 odešel jako patnáctiletý do Japonska. Pracoval v tokijské restauraci a trénoval judo a box. Téhož roku se stal žákem Gičina Funakošiho na soukromé univerzitě Takušoku a začal trénovat styl karate šótókan. Vzhledem ke svým základům a výcviku v různých bojových uměních složil již v roce 1940 zkoušku na 1. dan v šotókan karate. Držitelem 4. danu se stal ve dvaceti letech. V této době vstoupil do japonské císařské armády. Během druhé světové války sloužil u pozemní posádky na vojenské letecké základně nedaleko Tokia. Byl ve vězení, protože srazil pěstí nadřízeného, který ho urazil.
Po skončení druhé světové války trpěl, jako mnoho dalších, nedostatkem a stal se členem gangu. Za napadení amerických vojáků skončil na půl roku ve vězení. Posléze začal trénovat s korejským mistrem So Nei-ču, představitelem okinawského karate v Japonsku (gódžú-rjú). V této době se také začal věnovat judu a během čtyř let získal v této disciplíně mistrovský černý pás. Mistr So Nei-ču byl stoupencem Ničirenova buddhismu a radil mu, aby se věnoval také duchovnímu aspektu bojového umění, který dříve zanedbával.
Seznámil se se spisovatelem Eidži Jošikawou a jeho historickým románem Musaši. Vzorem se pro mladého muže stal hrdina Musaši Mijamoto a učení bušidó. Spisovatel i učení bušido mu pomáhali pochopit smysl „moderní cesty boje“ (gendai budó). Společně také sestavili soubor morálních pravidel kjokušin dódžó kun.
V roce 1946 začal cvičit na hoře Minóbu v prefektuře Čiba. Zřejmě si oholil jedno obočí, aby nemohl odejít ze samoty. Strávil tam asi čtrnáct měsíců a pak byl nucen horu opustit, protože ho jeho mecenáš odmítl dále materiálně podporovat. V roce 1947 zvítězil na japonském národním mistrovství bojových umění v karate.
V roce 1948 znovu opustil civilizaci a odešel na horu Kijozumi také v provincii Čiba, kde trénoval o samotě  snad dalších osmnáct měsíců. Tyto zprávy o jeho údajných pobytech v horách opakovala řada jeho příznivců, on sám je nikdy osobně nepotvrdil.
Během roku 1950 demonstroval svoji sílu v boji s býky. Během roku 1952 cestoval po Spojených státech amerických, kde absolvoval více než dvě stě sedmdesát exhibičních zápasů. Většinu soupeřů porazil během několika sekund po zahájení zápasu. Používal bojové techniky založené na principech samurajských válečníků.
V roce 1953 otevřel první Ójama dódžó, které tvořil travnatý pozemek v Tokiu. Skutečné dódžó v budově otevřel v roce 1956. Jeho učení bylo brzy známo jako tvrdá a praktická bojová škola. Sám učitel byl prý ke svým žákům velmi tvrdý a při tréninku jim často způsobil zranění. Reputace jeho školy rostla a zvyšoval se i počet studentů, kteří přicházeli do „Ójamy“ trénovat nejen z Japonska, ale i ze zahraničí. Pro velmi tvrdé podmínky tréninku řada členů odešla, ale přesto mělo dódžó v roce 1957 kolem sedmi set členů.  
V roce 1964 se Ójama dódžó přestěhovala do budovy, která od té doby sloužila jako Hombu Dódžó (domovské dódžó – nebo dódžó, ve kterém vyučuje vedoucí představitel daného stylu či školy). V červnu 1964 založil „Mezinárodní organizaci karate Kjokušin“ (IKO nebo zkráceně IKOK), která organizovala řadu škol, vyučující styl Kjokušin karate. 
Masutacu Ójama se svými instruktory prokázali značné dovednosti v oblasti marketingu stylu a náboru nových členů. S vybranými učiteli otevíral dódžó v dalších městech. Pořádal veřejné demonstrace cvičení, například v městských tělocvičnách, parcích, ve školách nebo na různých festivalech. Získal tak řadu zájemců pro svoji školu. Instruktoři vyslal i do zahraničí, například do Spojených států amerických nebo Brazílie, kde se Kjokušin styl šířil stejným způsobem.
V době jeho smrti patřila IKOK se sídlem v Tokiu mezi jednu z největších světových asociací bojových umění s pobočkami ve více než sto dvaceti zemích a více než deseti miliony registrovaných členů.
Masutacu Ójama zemřel 26. dubna 1994 na rakovinu plic.